# Gustaf Berg (1841–1923)
Gustaf Braut Anund Berg, född 14 november 1841 i Skallsjö församling, Älvsborgs län, död 30 juli 1923 i Skövde, var en svensk godsägare och riksdagspolitiker.
Berg var ägare till godset Brunntorp i Skaraborgs län från 1865. Som riksdagsman var han ledamot av första kammaren 1896-1904 för Skaraborgs läns valkrets.